# 77 Bombay Street
77 Bombay Street est un groupe de rock indépendant et folk rock suisse, originaire du canton des Grisons. Il est formé en 2007 par quatre frères, Matt, Joe, Esra et Simri-Ramon Buchli.

## Biographie

### Enfance et débuts
Les quatre frères, Matt (1982), Joe (1984), Esra (1986) et Simri-Ramon (1990) sont issus de Meinrad et Margrit Buchli Buchliových, et ont grandi dans une famille de neuf à Bâle. 
Lorsqu'ils étaient enfants, ils jouaient dans des hôpitaux, des maisons de repos et lors d'événements privés. La famille Buchli est une famille musicale et les neuf membres jouent ensemble à diverses compétitions et divers événements. En 2001, la famille déménage à l'adresse 77 Bombay Street, à Adélaïde, en Australie. Après trois ans sans musique, la famille revient dans sa Suisse natale.

### Débuts (2007–2011)
Les quatre frères sont de retour en Suisse, et déménagent chez leurs grands-parents dans le chalet de Scharans (dans le Domleschg (de)) en 2007. 77 Bombay Street remporte plusieurs concours et est rapidement réservé pour des spectacles professionnels. En 2009, le groupe remporte le Prix Walo et le concours MyCokemusic.
Avec la diffusion à la radio des chansons 47 Millionaires, Long Way, I Love Lady Gaga et Up in the Sky, ils acquièrent une reconnaissance nationale. Le groupe compte d'ailleurs un premier top 10 dans le hit parade suisse avec la chanson Up in the Sky. I Love Lady Gaga se hisse à la 19e place des charts suisses, et Long Way parvient et s'y classer 14e.

### Oko Town(2012–2013)

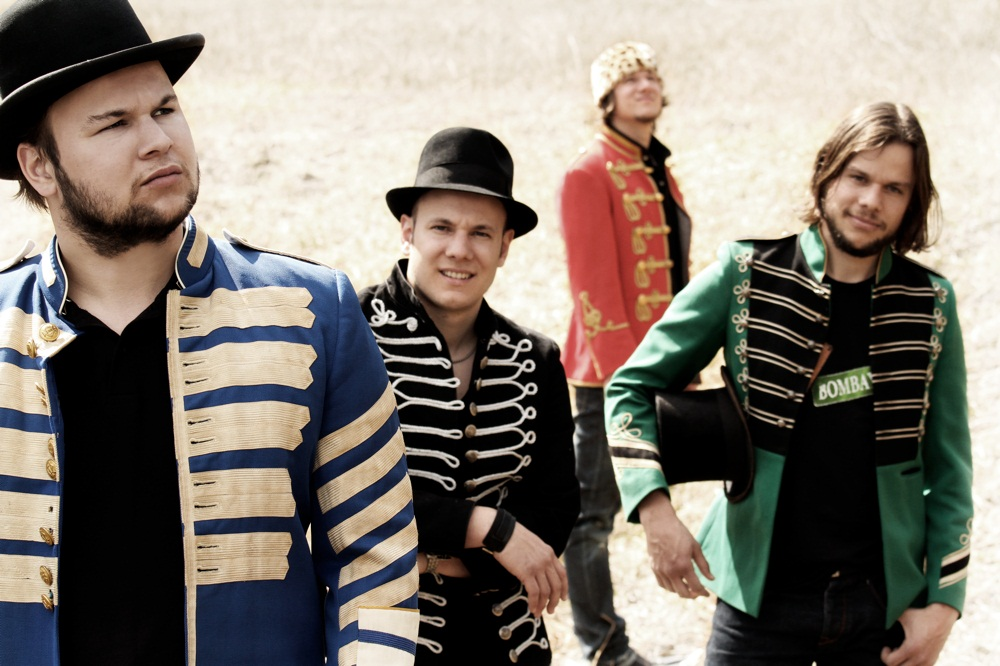
77 Bombay Street, De gauche à droite : Esra, Joe, Simri-Ramon, et Matt.

Au début de 2012, le groupe enregistre son deuxième album studio. Pendant ce temps, il part en tournée en dehors de la Suisse : il apparait en Allemagne, au Royaume-Uni, en France, en Italie, en Suède et aux Pays-Bas. Ils visitent également le Festival Paléo à Nyon en Suisse, et jouent au Royaume-Uni même pendant les Jeux Olympiques de Londres en 2012.
À Zurich, l'album enregistré est publié le 5 octobre 2012 sous le titre de Oko Town. Le nom choisi représente un monde fantastique. Les photos issues de la couverture sont prises en Normandie et montrent le Mont-Saint-Michel en arrière-plan. Dans les quelques semaines après sa sortie, l'album se classe en pole position des charts. Le premier single, Low On Air, atteint la 19e place.  Simri-Ramon y participe de nouveau au chant. Ce deuxième album comprend aussi la chanson Angel. Son clip vidéo est publié le 20 décembre 2012 et présente une scène sur le toit du Frau Gerolds Garten, un restaurant de Zurich. En ce qui concerne sa date de sortie, l'intégralité du clip vidéo est adapté à l'ambiance de Noël,. Le portail musical suisse Trespass considère cette chanson comme l'une des plus belles du groupe. La chanson Angel est également incluse dans la compilation KuschelRock - Die Schönsten Schweizer Songs zum Kuscheln, publiée par le label Columbus Records, à la fin de mars 2013. En avril de cette année, leur deuxième album du groupe est certifié disque de platine avec plus de 30 000 exemplaires vendus en Suisse.

### Seven Mountains(depuis 2014)
Au début de 2014, le 9 janvier, le groupe annonce travailler sur de nouveaux morceaux musicaux. Au début de mars 2014, Simri Buchli et Ben Mühlethaler remixent la chanson Up in the Sky. Le 20 mars, les frères jouent à Istanbul, en Turquie. En avril, ils entreprennent une tournée aux Pays-Bas, où ils jouent avec le groupe néerlandais Kensington à Zwolle (8 avril) et Utrecht (9 avril) et à Borger (19 avril), et avec The Baseballs en Allemagne en soutien à leur quatrième album studio, Game Day, jusqu'en mai 2014. Le groupe annonce le 7 avril des dates de concert en Suisse pour 2014.
À la mi-février 2015, le groupe vole pour Sydney, en Australie, pour enregistrer un nouvel album, aux studios Linear Recording. Le producteur est Chris Vallejo, propriétaire du studio. À la fin février, le groupe la liste des pistes, révélant deux nouvelles chansons Seven Mountains et Amazing Day. Le 16 juin 2015, le groupe annonce la sortie du nouvel album, appelé Sept Montagnes, pour 18 septembre 2015. En 2016, ils sortent le single Empire qui deviendra l'hymne des Championnats du monde de ski alpin 2017 à St-Moritz.

## Style musical
77 Bombay Street joue un genre qui peut être défini de pop rock. Au début de sa carrière musicale, le groupe se rapproche du rock alternatif, et commence plus tard à jouer du folk rock et du rock indépendant.

## Discographie

### Albums studio
- 2011 : Up in the Sky
- 2012 : Oko Town
- 2015 : Seven Mountains

### Singles
- 2010 : 47 Millionaires
- 2011 : Long Way
- 2011 : Up in the Sky
- 2011 : I Love Lady Gaga
- 2012 : Low on Air
- 2016 : Empire